# Hugues III du Puiset

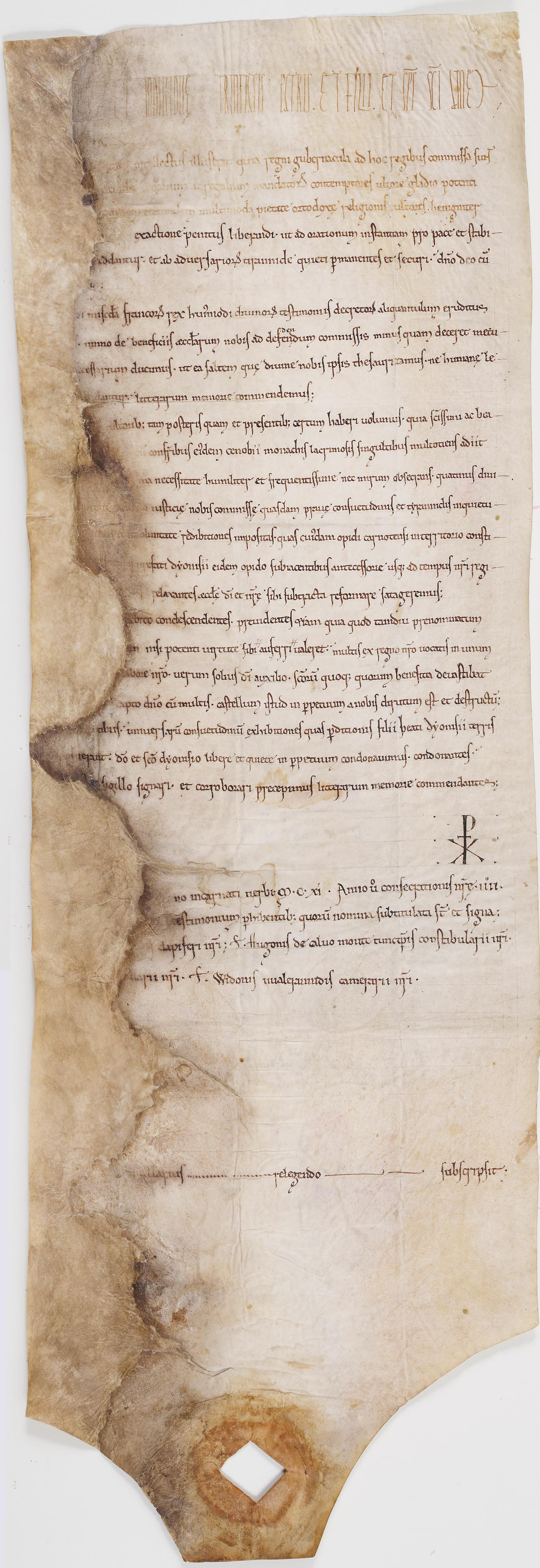
Diplôme en latin de 1111 par lequel le roi Louis VI, après avoir fait prisonnier le seigneur du Puiset, fait raser son château et abolit les coutumes établies par ce seigneur sur les terres de l’abbaye de Saint-Denis. Archives Nationales.

Hugues III du Puiset, seigneur du Puiset, comte de Corbeil, mort en Palestine en 1132, était fils d'Érard III, seigneur du Puiset et vicomte de Chartres, et d'Adélaïde, comtesse de Corbeil.

## Biographie
Son père participa à la première croisade et mourut en Palestine en 1099, alors qu'il était encore enfant. Ce fut son oncle Hugues II qui gouverna le Puiset, avant de partir en Terre sainte en 1106 où il devint comte de Jaffa. Il eut pour précepteur Thibaud d'Étampes. À peine seigneur, il se mit à opprimer et à piller les terres voisines, n'épargnant ni les églises, ni les monastères. Puis constatant l'impunité dans laquelle il exerçait ses méfaits, et voulant augmenter le butin, il s'attaqua au comté de Chartres, qui était alors le douaire de sa belle-mère, la comtesse Adèle de Normandie, mère du comte Thibaut IV de Blois. Ce dernier tenta d'envoyer des soldats mater le vassal turbulent, mais sans succès. Il en appela alors au roi Louis VI. Le roi convoqua un conseil à Melun, où l'archevêque de Sens et les évêques d'Orléans et de Chartres témoignèrent contre Hugues du Puiset. Les charges étant accablantes, le roi décida d'intervenir, mais sachant que le seigneur du Puiset disposait d'une armée puissante, il agit avec prudence.
Il cita Hugues de Puiset à son tribunal, mais ce dernier se garda de se présenter et fut condamné par défaut. Pendant ce temps, avec l'accord de l'abbé de Saint-Denis qui possédait le lieu, il fit édifier une forteresse à Toury, à deux lieues du Puiset, et administré par Suger. Les travaux terminés, l'ost royal fut convoqué et mit le siège devant le Puiset. Hugues fut incapable de résister, le château fut pris et incendié, et le seigneur fut capturé et incarcéré à Château-Landon (1111).
Peu après mourut son oncle maternel, Eudes, comte de Corbeil, dont Hugues était l'unique héritier. Il parvint à négocier l'abandon de Corbeil au roi en échange de la grâce du roi et de sa libération. Profitant d'un voyage du roi en Flandre, il reconstitua une armée et attaqua Toury, aidé par les seigneurs de Montlhéry et Thibaut IV, entre-temps brouillé avec le roi. Prévenu, le roi, qui n'était pas encore très éloigné de Paris, revint promptement et battit les soldats d'Hugues sous les murs de Toury. Ils s'enfuirent, mais se regroupèrent au Puiset où ils commencèrent à édifier un nouveau château. Mais Louis l'attaqua à nouveau et Hugues se retrouva de nouveau emprisonné.
Il finit par être libéré et partit combattre en Terre sainte où il mourut en 1132.

## Mariage et enfants
Il épouse avant 1104 Agnès de Blois, morte après 1129, fille d'Étienne II de Blois, comte de Blois et de Chartres, et d'Adèle de Normandie. Ils ont eu :
- Érard IV, vicomte de Chartres ;
- Bouchard († 1186), archidiacre à Orléans de 1128 à 1186 et chancelier de l'évêque de Chartres de 1176 à 1186 ;
- Hugues († 3 mars 1195), évêque de Durham.